# Karl Uhde
Karl Wilhelm Ferdinand Uhde (* 21. August 1813 in Hohegeiß; † 1. September 1885 in Braunschweig) war ein deutscher Chirurg und Geheimer Medizinalrat in Braunschweig.

## Familie
Karl Uhde entstammte einer aus Königslutter gebürtigen Familie, die seit 1663 im höheren Forstdienst nachgewiesen ist. Sein Vater Ferdinand Uhde († 1856) war als Forstbeamter in Hohegeiß angestellt und wurde später als reitender Förster nach Seesen versetzt. Uhdes Mutter Karoline geb. Riemann war die Tochter eines Nagelschmieds und Fuhrherrn in Hohegeiß.

## Leben
Karl Uhde besuchte von 1824 bis 1834 das Gymnasium zu Wolfenbüttel und studierte anschließend Medizin in Göttingen, Halle (Saale), Zürich und Freiburg im Breisgau, wo er 1838 promovierte. Nach einem kurzen Aufenthalt in Wien ging er zurück ins Herzogtum Braunschweig und ließ sich nach seinem Staatsexamen 1842 als praktischer Arzt in Holzminden nieder. Im selben Jahr fertigte er in der Herzog August Bibliothek in Wolfenbüttel einen Katalog von der medizinischen Abteilung an.
1843/44 unternahm Uhde eine Studienreise zu den bedeutendsten deutschen, schweizerischen, italienischen, französischen, englischen und niederländischen Universitäten und wurde nach seiner Rückkehr auf Betreiben seines väterlichen Freundes, dem Braunschweiger Stadtdirektor Wilhelm Bode zum Leiter der chirurgischen Abteilung des herzoglichen Krankenhauses und zum Lehrer der Chirurgie am Collegium anatomicum-chirurgicum in Braunschweig berufen. Er ordnete dort die Bibliothek und die pathologisch-anatomische Sammlung und erstellte Kataloge, die später auf Staatskosten gedruckt wurden. 1846 folgte die Ernennung zum Professor der Chirurgie und 1854 zum ordentlichen Professor im herzoglichen Obersanitätskollegium. Daneben betrieb Uhde eine ausgedehnte Privatpraxis in Braunschweig und wegen seines Rufs als außerordentlich geschickter Operateur eine große beratende Tätigkeit, die oft über die Grenzen des Herzogtums hinausreichte. 1857 erhielt Uhde den Titel eines Medizinalrats und 1887 anlässlich seines 40-jährigen Wirkens am herzoglichen Krankenhaus den eines Geheimen Medizinalrats.
Uhde publizierte 1847 seine erste wissenschaftlich-medizinische Arbeit, der 74 weitere Veröffentlichungen folgten. Neben den modernen Sprachen, erlernte er auch Hebräisch, Syrisch, Arabisch und Sanskrit. Er hatte ein großes geschichtliches Interesse, hielt kleinere geschichtliche Vorträge auf Stiftungsfesten des ärztlichen Vereins und sammelte Autographen. 1864 erhielt er einen Ruf als Professor der Chirurgie an die Universität Bern, den er jedoch ablehnte. 1872 war Uhde Mitbegründer der Deutschen Gesellschaft für Chirurgie und wurde mit hohen Braunschweiger und preußischen Orden ausgezeichnet. Von 1872 bis 1875 war er Vorsitzender des Ärztevereins Braunschweig.
Karl Uhde heiratete am 30. Mai 1844 Emilie Baumgarten, eine Tochter des Wolfenbütteler Oberlandesgerichtsrats Karl Baumgarten. Seine Tochter Margarethe war seit 1886 mit dem Braunschweiger Professor der Zoologie und Botanik, Wilhelm Blasius verheiratet.

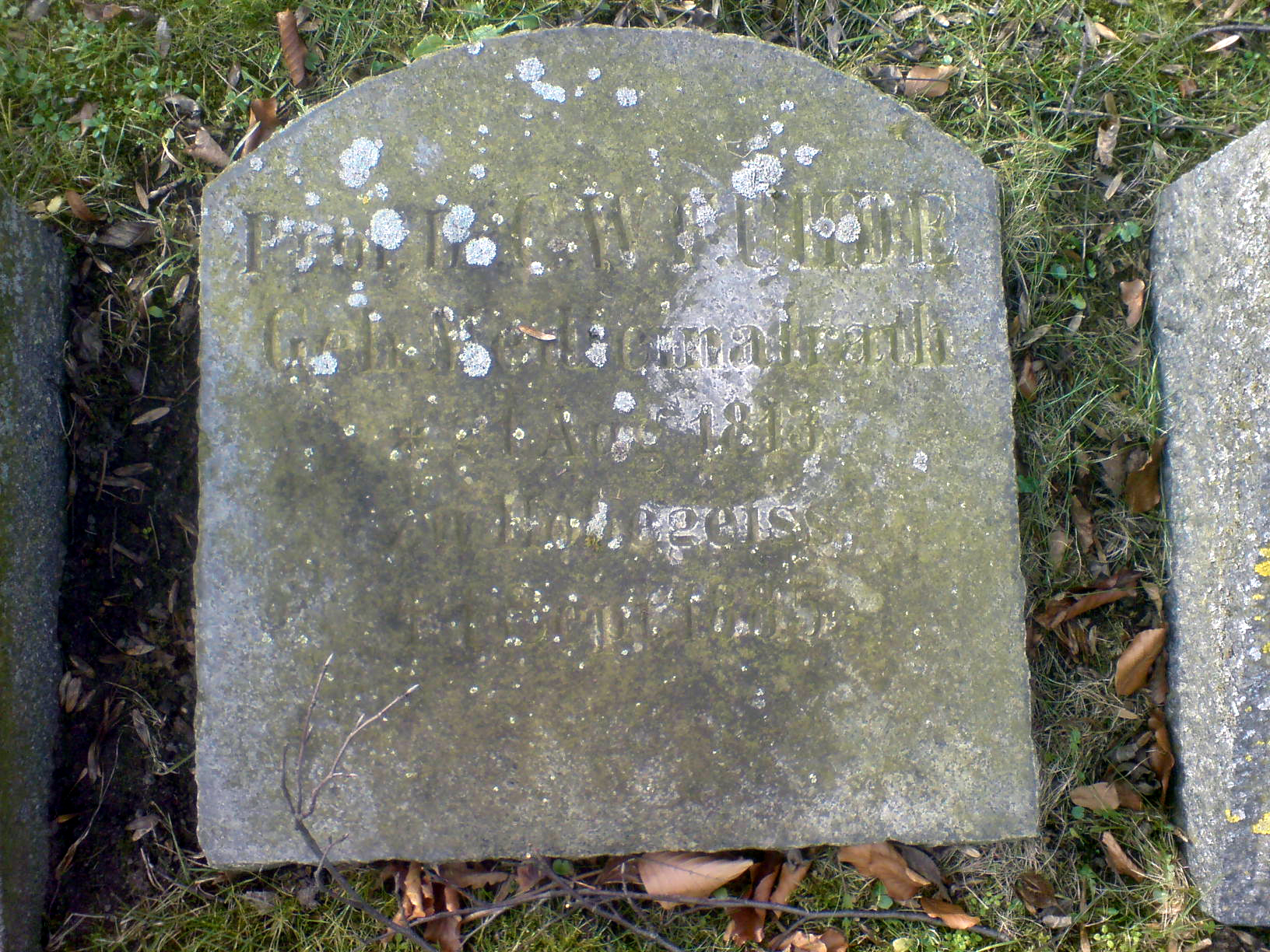
Grabstein Carl Wilhelm Ferdinand Uhde

Nach seinem Tode am 21. September 1885 fand Uhde auf dem Friedhof der Reformierten Gemeinde in der Juliusstraße in Braunschweig seine letzte Ruhestätte.

## Ehrungen
1860 wurde er zum Mitglied der Deutschen Akademie der Naturforscher Leopoldina gewählt.